# Championnat de Singapour de football 2001
Navigation
Saison 2000 Saison 2002
La saison 2001 du Championnat de Singapour de football est la soixante-neuvième édition de la première division à Singapour.
Cette saison est la cinquième édition de la S-League, le championnat fermé organisé par la fédération singapourienne. Il n'y a pas de relégation puisque les clubs inscrits sont des franchises, à l'image de ce qui se fait dans les championnats australien ou américain. À partir de cette saison, une série de matchs est rajoutée, ce qui conduit les équipes à rencontrer tous leurs adversaires trois fois au lieu de deux auparavant.
C'est le club de Geylang United qui remporte le championnat cette saison, après avoir terminé en tête du classement final, avec deux points d'avance sur le tenant du titre, Singapore Armed Forces FC et quatre sur Home United FC. C'est le onzième titre de champion de Singapour du club, qui manque le doublé en s'inclinant lourdement en finale de la Coupe de Singapour face à Home United FC sur le score de 8-0.
Avec la réforme de la Ligue des champions de l'AFC et la disparition de la Coupe des Coupes, le champion et le vainqueur de la Coupe de Singapour se qualifient pour la nouvelle Ligue des champions.

## Les clubs participants
| - Home United FC - Tanjong Pagar United FC - Singapore Armed Forces FC - Woodlands Wellington FC - Jurong SC - Marine Castle United | - Tampines Rovers - Geylang United - Balestier Central - Sembawang Rangers - Gombak United FC - Clementi Khalsa |

## Compétition
Le barème de points servant à établir le classement se décompose ainsi :
- Victoire : 3 points ;
- Match nul : 1 point ;
- Défaite : 0 point.

### Classement
| Rang | Équipe                     | Pts | J  | G  | N  | P  | Bp  | Bc | Diff |
| ---- | -------------------------- | --- | -- | -- | -- | -- | --- | -- | ---- |
| 1    | Geylang United             | 76  | 33 | 23 | 7  | 3  | 84  | 28 | +56  |
| 2    | Singapore Armed Forces FCT | 74  | 33 | 24 | 2  | 7  | 101 | 46 | +55  |
| 3    | Home United FCC            | 72  | 33 | 23 | 3  | 7  | 69  | 36 | +33  |
| 4    | Tanjong Pagar United FC    | 60  | 33 | 18 | 6  | 9  | 68  | 47 | +21  |
| 5    | Jurong SC                  | 51  | 33 | 15 | 6  | 12 | 65  | 57 | +8   |
| 6    | Tampines Rovers            | 48  | 33 | 14 | 6  | 13 | 60  | 55 | +5   |
| 7    | Balestier Central          | 35  | 33 | 8  | 11 | 14 | 43  | 57 | -14  |
| 8    | Sembawang Rangers          | 31  | 33 | 8  | 7  | 18 | 45  | 80 | -35  |
| 9    | Clementi Khalsa            | 30  | 33 | 7  | 9  | 17 | 43  | 76 | -33  |
| 10   | Gombak United FC           | 28  | 33 | 8  | 4  | 21 | 36  | 72 | -36  |
| 11   | Marine Castle United       | 27  | 33 | 7  | 6  | 20 | 35  | 71 | -36  |
| 12   | Woodlands Wellington FC    | 24  | 33 | 5  | 9  | 19 | 40  | 64 | -24  |

|  | Qualification pour la Ligue des champions de l'AFC 2003    |
|  | T : Tenant du titre C : Vainqueur de la Coupe de Singapour |

## Bilan de la saison
| Championnat de Singapour de football 2001 |                            |
| Champion                                  | Geylang United (11e titre) |
| Coupes et trophées                        |                            |
| Vainqueur de la Coupe de Singapour 2001   | Home United FC             |
| Qualifications continentales              |                            |
| Ligue des champions de l'AFC 2003         | Geylang United FC          |
| Ligue des champions de l'AFC 2003         | Home United FC             |
| Promotions et relégations                 |                            |
| Promus en S-League                        | Aucun                      |
| Relégués en Division II                   | Aucun                      |